# جبل الذرواء
جبل الذرواء أحد جبال منطقة نجران الواقعة جنوب غرب السعودية، ويقع جنوب غابة سقام في حي رجلا. يضم الجبل كتابات ونقوش تعود لفترة صدر الإسلام، وأبرز الكتابات الموجودة بالمنطقة هي بالخط الثمودي والمسند. قامت الهيئة العامة للسياحة والتراث الوطني بتسوير الموقع كونه يقع ضمن المواقع الأثرية والسياحية بالمنطقة.